# Astolfo Tapia Moore
Astolfo Tapia Moore (Santiago, 10 de septiembre de 1911-ibídem, 21 de marzo de 1980) fue un profesor y político socialista chileno. Hijo de Ismael Tapia Muñoz y Amelia Moore López. Contrajo matrimonio con Irma Clara Sietlitz Ramírez (1939). Educado en el Liceo Miguel Luis Amunátegui y cursó pedagogía en inglés y filosofía (1930-1934) en el Instituto Pedagógico de la Universidad de Chile. Cursó además la carrera de Derecho, pero no concluyó.

## Biografía
Fue Director de la Escuela Nocturna para Obreros y Empleados del Liceo Amunátegui (1930-1931) y fundador del Liceo Nocturno “Domingo Faustino Sarmiento” (1937).
Ejerció la docencia en escuelas de temporada de la Universidad de Chile (1930-1935) y fue Jefe de la Sección de Cultura de la Caja del Seguro Obligatorio (1939-1941).
En el área periodística fue redactor del diario “La Hora” (1935-1936) y traductor de revistas de la Empresa Zig Zag (1936-1939).

## Actividades políticas
Militante del Partido Socialista, y perteneció al Comité Central. Fue presidente provincial de Santiago del Frente Popular (1938-1941).
Regidor de la Municipalidad de Santiago (1938-1941).
Diputado por el 1.er. Distrito Metropolitano: Santiago (1941-1945), participando de la comisión permanente de Educación.
Reelecto Diputado por el mismo distrito (1945-1949), en esta oportunidad formó parte de la comisión permanente de Trabajo y Legislación Social.
En 1948 fue fundador del Partido Socialista Popular.
Nuevamente Diputado por Santiago (1949-1953), integró la comisión permanente de Educación. Además fue Presidente de la Cámara de Diputados (1949-1953).